# Tefta Cami-Cani
Tefta Cami-Cani (Viçisht, 15 agosto 1940) è una politica albanese.

## Biografia
È nata nel villaggio di Viçisht, nella prefettura di Dibër nel Regno d'Albania, il 15 agosto 1940; suo padre Ahmet Cani, ufficiale militare e partigiano antifascista del Movimento di Liberazione Nazionale, fu assassinato nel 1943.
Dopo aver completato la scuola elementare a Viçisht, si è diplomata nel 1959 presso il liceo pedagogico di Peshkopi e per gli ottimi risultati conseguiti ricevette una borsa di studio, che sarebbe stata annullata su richiesta dell'allora Presidente del Presidium dell'Assemblea del Popolo Haxhi Lleshi. Riuscì tuttavia a laurearsi presso la Facoltà di Storia e Filologia dell'Università statale di Tirana nel 1964.
Tra il 1964 e il 1967 è stata insegnante e dirigente scolastico nella scuola superiore Demir Gashi di Peshkopi mentre dal 1967 al 1969 ha diretto il quotidiano locale Ushtima e Maleve.
Eletta col Partito del Lavoro (PLA) all'Assemblea del Popolo nelle elezioni monopartitiche del 1970 (venendo rieletta nel 1974, nel 1978, nel 1982 e nel 1987), è stata poi nominata Ministro dell'istruzione e della cultura nel 1976, rimanendo in carica fino al 1987. Durante il suo mandato ha promosso la cooperazione culturale col Kosovo nell'ambito della distensione delle relazioni diplomatiche tra Albania e Jugoslavia. Il conflitto con Lleshi proseguì dietro le quinte, soprattutto in merito al riconoscimento del contributo patriottico del padre di Tefta, al punto che lei stessa inviò una lettera ad Enver Hoxha e Hysni Kapo lamentandosi delle ingerenze di Lleshi, pur rimarcando che sarebbe rimasta sempre "un soldato del partito".

## Vita privata
Ha sposato Mehdi Cami, medico di professione, morto nel 2006, dal quale ha avuto almeno una figlia, Alma, anch'ella divenuta medico di professione.